# متخفية للغاية
متخفية للغاية (بالإنجليزية: So Undercover)‏ هو فيلم سينمائي أُصدر في أمريكا سنة 2012. الفيلم من إخراج توم فوغان ومن بطولة مايلي سايرس
.

## القصة
الفيلم يتحدث عن عميلة متخفى من الإف بي آي وستكون في جامعة والفيلم مزيج من الكوميديا والاكشن

## الممثلون والشخصيات
| الممثل      | الشخصية التي لعبها |
| ----------- | ------------------ |
| مايلي سايرس | مولى موريس         |
| جوشوا بومان | نيكولا             |

## إيرادات شباك التذاكر
حقق الفيلم أرباحا تقدر بـ $1,352,348

## وصلات خارجية
- متخفية للغاية على موقع IMDb (الإنجليزية)
- متخفية للغاية على موقع روتن توميتوز (الإنجليزية)
- متخفية للغاية على موقع نتفليكس (الإنجليزية)
- متخفية للغاية على موقع قاعدة بيانات الأفلام العربية
- متخفية للغاية على موقع ألو سيني (الفرنسية)
- متخفية للغاية على موقع أول موفي (الإنجليزية)
- متخفية للغاية على موقع بوكس أوفيس موجو (الإنجليزية)
- متخفية للغاية على موقع فيلمافينيتي (الإسبانية)
- متخفية للغاية على موقع قاعدة بيانات الأفلام السويدية (السويدية)
- متخفية للغاية على موقع قاعدة بيانات الفيلم (الإنجليزية)

1. 1 2  وصلة مرجع: http://www.imdb.com/title/tt1766094/. الوصول: 13 أبريل 2016.
2. ↑  وصلة مرجع: http://www.allocine.fr/film/fichefilm_gen_cfilm=187454.html. الوصول: 13 أبريل 2016.
3. ↑  وصلة مرجع: http://www.filmaffinity.com/en/film533720.html. الوصول: 13 أبريل 2016.
4. ↑  مذكور في: قاعدة بيانات الأفلام التشيكية السلوفاكية. لغة العمل أو لغة الاسم: التشيكية. تاريخ النشر: 2001.